# Jacob Colaert
Jacob Colaart ou Colaert (floruit circa 1625 - 1635) est un amiral flamand au service des Habsbourg d'Espagne. C'est l'un des plus fameux corsaires dunkerquois pendant la guerre de Quatre-Vingts Ans. 
Il est responsable de la capture et de la destruction d'au moins 150 bateaux de pêche et ramena à Dunkerque 945 prisonniers pour les échanger contre rançon. Pendant la décennie suivante, il fut amiral pour le compte de l'Espagne.

## Biographie
De 1633 à 1637, Colaert est vice-amiral de la flotte croisant au large de Dunkerque. En 1635, ses actions contre les pêcheurs de harengs coûtent plus de deux millions de florins à la ville de Flessingue. En dépit du blocus de Dunkerque instauré par les hollandais en 1635, Colaert parvient à s’en échapper le 14 août avec 21 vaisseaux, profitant d’un affaiblissement des assiégeants dû au départ de certains bâtiments de guerre vers le golfe de Gascogne pour y soutenir la flotte française.
Le 29 février 1636, tout en naviguant avec deux autres corsaires, Colaert et Mathieu Romboutsen sont capturés près de Dieppe après une bataille de cinq heures contre le capitaine Johan Evertsen.
Il meurt de maladie à La Corogne en août 1637.

## Descendance
Son fils, Jacques Colaert, corsaire comme lui, fut non moins célèbre, et sa fille, Clara, épousa Édouard Sprague, futur amiral de la Royal Navy. 